# Nạn đói Sudan 1993
Nạn đói ở Sudan đã xảy ra vào năm 1993. Nó xảy ra trong bối cảnh bất ổn chính trị và nội chiến ở Sudan.

## Hậu quả
Ở Kongor, nạn đói giết chết 20.000 người và khiến 100.000 người khác phải rời bỏ nơi này.

## Kền kền chờ đợi
Nạn đói này là chủ đề của bức ảnh đoạt giải Pulitzer "Kền kền chờ đợi" do nhiếp ảnh gia người Nam Phi Kevin Carter chụp. Carter đã tự sát không lâu sau khi được trao giải, có thể do chấn thương tâm lý vì đã tận mắt chứng kiến hậu quả của nạn đói.